# Otites nebulosa
Otites nebulosa är en tvåvingeart som först beskrevs av Pierre André Latreille 1811.  Otites nebulosa ingår i släktet Otites och familjen fläckflugor. Inga underarter finns listade i Catalogue of Life.